# 岩水開発
岩水開発株式会社（がんすいかいはつ）は、岡山県岡山市に本社を置く、薬液注入工事・地盤改良工事を中心とした中堅の専門工事業者である。直轄の営業所は大阪・徳島・姫路に開設されている。

## 概要
住宅を対象とした地盤改良のフランチャイズ事業（エヌプラスFC）を展開しており、フランチャイズ加盟店のエリアを考慮すると、東日本から九州地方までカバーしている。
技術開発に注力しており、薬液注入工法では岩水グラウト、深層混合処理工法ではスリーエスG工法（建築技術性能証明取得）等を開発、実用に成功している。また、岩水協会、スリーエスG工法協会等の工法協会を設立し、協会本部としても活動を行っている。
新規事業拡大も積極的に行っており、2007年には金融事業部を開設。

## 沿革
- 1965年（昭和40年） - 創業設立。
- 1977年（昭和52年） - 岩水協会設立。
- 1980年（昭和55年） - 岩水商事株式会社設立。
- 1996年（平成8年） - 地盤改良全国フランチャイズ「エヌプラス」本部設置。
- 1997年（平成9年） - 四国営業所開設。
- 1998年（平成10年） - 大阪営業所開設。
- 2006年（平成18年） - 姫路営業所開設。
- 2007年（平成19年） - 日本地下環境創造事業協同組合（日創協／JACIA）設立。スリーエスG工法性能証明取得。金融事業部を開設。
- 2008年（平成20年） - スリーエスG工法協会を設立。劣化低減研究会に入会。ライフサロン岡山浜けやき通り店開設。
- 2010年（平成22年） - アルファフォースパイル工法技術協会および環境パイル工法協会に入会。ライフサロンゆめタウン倉敷店を開設。ライフサロンイトーヨーカドー岡山店開設。
- 2014年（平成26年） - 会社創業設立50周年
- 2016年（平成28年） - 新本社ビルが竣工（鉄骨造4階建）。新本社ビル（福吉町ビル）が岡山市景観まちづくり賞（建築部門）を受賞。ISO 9001（2015年版）［土木関連部門の実施業務］取得。
- 2017年（平成28年） - ライフサロン岡山髙島屋店開設。
- 2018年（平成30年） - オフィスセキュリティマークを取得。ISO 14001（2015年版）［土木関連部門の実施業務］取得。
- 2020年（令和2年） - 大阪営業所移転。
- 2022年（令和4年） - 持株会社であるGSホールディングス株式会社と合併。
- 2023年（令和5年） - 高島株式会社がライジング・ジャパン・エクイティ株式会社から当社全株式の譲渡を受け、同社グループの一員となる。
- 2024年（令和6年） - 四国営業所を閉鎖。

## 代表的技術
- 岩水グラウト

漏水地盤の止水、地盤の強化工法としての耐久性グラウト工法のひとつ。使用する材料は『岩水3号』『ミクロメント』『岩水3号S-1』『岩水3号S-1COM』がある。
- スリーエスG工法

特殊攪拌翼を用いたスラリー系機械攪拌式深層混合処理工法。2007年には(財)日本建築総合試験所にて『建設技術性能証明（GBRC性能証明第07-21号）』の証明を受けている。さらに平成21年7月に追加証明（GBRC性能証明第07-21号　改）を取得し、小規模向け建築物向け「スリーエスG-cube工法（ジーキューブ工法）」を開発。平成23年1月には、実績の蓄積により追加証明（GBRC性能証明第07-21号　改2）を取得している。
- スリーエスG-cube工法

## グループ会社
- 株式会社ナルトエスピー工業

## 提供番組
- THE TIME, （岡山ローカル）